# Sisyrinchium miamiense
Sisyrinchium miamiense är en irisväxtart som beskrevs av Eugene Pintard Bicknell. Sisyrinchium miamiense ingår i släktet gräsliljor, och familjen irisväxter. Inga underarter finns listade i Catalogue of Life.